# Obiskovalec (roman)
Obiskovalec je roman Matjaža Zupančiča. Izšel je leta 1997 pri DZS. Leta 2006 je bil ponatisnjen v knjižni zbirki Žepnice pri Mladinski knjigi. 
Zgodba izmenično opisuje življenje Petra in Sandre, ki se med seboj ne poznata, vendar se njuni življenji prepletata. 

## Vsebina
Peter je shizofrenik, ki ga obiskujejo namišljeni Obiskovalci. Obiskovalcev se je že navadil, razen Obiskovalke s svetlomodrim klobukom, ki se je na smrt boji in predstavlja njegovo mater. Zaradi posledic halucinacij je izgubil službo v gradbeništvu in partnerico Vesno, ki jo je nenamerno brutalno napadel. To ga je privedlo tako daleč, da se je nekega dne dokončno odločil, da bo čez mesec dni storil samomor v zgradbi, na kateri je nazadnje delal. Točno na izbrani datum, se ponoči odpravi na gradbišče, kjer je priča umoru neznanke. Nagonsko zbeži in med begom doživi prometno nesrečo. Tako se znajde v bolnišnici, kjer se zaljubi v čistilko Zofijo. Po odpustu iz bolnišnice, si z njo in njenim sinom gregorjem ustvari skupno življenje na drugem koncu Ljubljane. Nekaj časa je njihovo življenje popolno, čeprav se sooča s strahom pred ponovnim obiskom Obiskovalcev. Njihovo idilo uniči Zofijin bivši partner, oče njenega otroka, ki jih začne psihično in fizično napadati. Kot, da že tako nima Peter dovolj težav pa po naključju sreča morilca neznanke, za katerega ni prepričan, da ga je prepoznal. 
Sandra je neuspešna študentka, prepričana, da je zveza med moškimi in ženskami postala že navadni "kliše". Sovražno nastrojena proti moškim, se nekega dne se udeleži zabave, ki jo organizira njena najboljša prijateljica Andreja. Tam najprej spozna kriminalista Mitjo, ki je vsiljivo zainteresiran za njo. Na to pa spozna par, ki se ji zdi, da presega resnično, saj jo tako moški, kot ženska tako zelo prevzameta, da postane obsedena z njima. Želi si postati kot Simona in kot ona tudi imeti njenega fanta Vita. Na vse možne načine poskuša vzpostaviti stik z njima in se jima približati. Kasneje izve, da je Mitja Simonin bivši mož in se z njim zaplete v razmerje, čeprav je po njenem mnjenju preveč "klišejski". Toda kmalu so vsi njeni poskusi vzpostavitve "naključnega" prijateljstva s Simono zaman, saj izve, da je storila samomor. Nekaj dni po njeni smrti spozna njene starše, ki ji podarijo vse njene obleke, tako se odloči, da bo prevzela vse kar je njeno - barva las, obleke, vedenje, celo najame sobo v kateri je živela... Namerno zahaja na mesta, kamor ve, da zahaja Vito in tako se kmalu zaplete tudi z njim. Nekaj časa živi kot v sedmih nebesih, ko pa njuna veza postane bolj resna ugotovi, da ni tako popoln kot je mislila. Začne sumiti, da Simonina smrt ni bil samomor. 
Skrivnost se razplete, ko psihiater Rafael prepozna pravega morilca Simone in Petra. 

## Izdaje
- Slovenski izvirnik iz leta 1997
- Drugi ponatis iz leta 2006, v zbirki Žepnice (COBISS)